# Мухаккимиты
Мухаккими́ты (араб. مُحَكِّمة‎, муха́ккима — предоставляющие решение [Аллаху]) — одно из ранних хариджитских течений. Получили такое название из-за того, что они отвергли третейский суд между Али ибн Абу Талибом, сторонниками которого они были ранее, и Муавией ибн Абу Суфьяном и выдвинули лозунг: «Решение (хукм) принадлежит только Аллаху!». Некоторые суннитские ересиографы считают мухаккимитов отступниками и неверующими. Ибн Тахир аль-Багдади писал, что религией (дин) мухаккимитов является признание неверующими не только Усмана ибн Аффана, Муавии, но и Али, их соратников, третейских судей и всех мусульман-грешников.
Ранние мухаккимиты это те, кто выступили против халифа Али ибн Абу Талиба и собрались в местечке Харура (от того и другое прозвище хариджитов —харуриты) близ Куфы (совр. Ирак). Лидерами мухаккимитов были Абдуллах ибн аль-Кавва, Аттар ибн аль-Аъвар, Абдуллах ибн Вахб ар-Расиби, Урва ибн Худайр, Язид ибн Асим аль-Мухариби и Харкус ибн Зубайр аль-Баджали (Зу-с-Судаййа). Они были во главе 12-тысячного войска, которое сражалось против Али при Нахраване и потерпели поражение.

## Мухаккимиты и ибадиты
Ибадиты — единственная, сохранившаяся до наших дней группа, которая связывает своё происхождения с мухаккимитами. По мнению ведущих учёных из числа ибадитов, все претензии в адрес мухаккимитов, такие как обвинение ими в неверии своих противников из числа мусульман, включая Али ибн Абу Талиба, как и их причастность к его, так и Абдуллаха ибн Хаббаба убийству необоснованны. Авторы этих преступлений — Мисар аль-Фидаки и Абдуррахман ибн Мульджам не были связаны с мухаккимитами и людьми из Нахравана — Мисар аль-Фидаки пытался со своим отрядом присоединиться к мухаккимитам, но был изгнан лидером мухаккимитов Абдуллахом ибн Вахбом ар-Расиби, когда стало известно, что он совершил, а Абдуррахман ибн Мульджам вообще никогда не был мухаккимитом. Ибадиты утверждают, что мухаккимиты относились к своим противникам точно также, как Али ибн Абу Талиб к Тальхе и Аз-Зубайру во время их противостояния. Появление же подобных воззрений, как обвинения в неверии своих противников и т. п. среди радикальных сект хариджитов связано уже с более поздним этапом их формирования и не имеет ничего общего с позицией самих мухаккимитов.